# Річкові канонерські човни типу «Картахена»
Кораблі типу «Картахена» — три річкові канонерські човни військово-морських сил Колумбії. Побудовані Yarrow Shipbilders у 1930 році. Вартість кожного човна склала по 195 000 доларів. З британськими екіпажами за 24 дні самостійно перетнули Атлантичний океан. Вступили у стрій 1931 року. Служили на річках Амазонка, Путумайо та Магдалена.

## Технічні характеристики
Водотоннажність — 142 тони, два дизельних двигуни потужністю 600 кінських сил, максимальна швидкість 15,5 вузлів. Озброєння — одна 76 мм універсальна гармата, кулемети, пізніше доозброїли 20 мм зенітним автоматом.

## Кораблі типу
«Санта Марта» залишався у строю до 1962 року
«Картахена» залишався у строю до 1987 року
«Барранкілья» взяв участь у перуансько-колумбійській війні. Виключений зі складу флоту 1970 року.